# Haus am Checkpoint Charlie
La Haus am Checkpoint Charlie (letteralmente: "casa presso il Checkpoint Charlie") è un edificio residenziale di Berlino, sito nel quartiere di Kreuzberg, sulla Friedrichstraße all'angolo con la Rudi-Dutschke-Straße.

## Storia
L'edificio fu costruito dal 1985 al 1986 su progetto di Peter Eisenman e Jaquelin Robertson nell'ambito dell'esposizione internazionale di architettura IBA.
Si tratta di una zona appartenente al centro storico della città (Südliche Friedrichstadt), ma che a causa delle distruzioni belliche e della successiva erezione del Muro era stata ricostruita solo in parte, presentandosi ancora nei primi anni ottanta in stato di degrado e con molti vuoti urbani.
All'epoca della costruzione, l'edificio sorgeva nelle immediate vicinanze del Checkpoint Charlie, l'unico punto di passaggio per gli stranieri (oltre ai diplomatici e militari delle quattro potenze occupanti) fra i settori occidentali e il settore orientale.

## Caratteristiche
L'edificio, che occupa uno dei tanti lotti rimasti inedificati dopo la guerra, è posto all'angolo fra la Friedrichstraße e la Rudi-Dutschke-Straße; conta complessivamente sette piani più il terreno ed è costruito lungo il filo stradale. Alcune rientranze e sporgenze dei volumi edilizi simboleggiano l'interazione complessa fra le diverse vicende urbanistiche della zona, e architettonicamente evidenziano con imponenza l'angolo fra le due strade.
Il disegno delle facciate è rigido e si caratterizza per la ripetizione di elementi verticali e orizzontali variamente declinati; vi è un contrasto cromatico fra le parti di facciata che seguono il filo stradale, sui toni del grigio, e le parti rientranti o sporgenti, evidenziate da tinte bianche o rosse molto intense.
L'edificio ospita 37 appartamenti costruiti in regime di edilizia sociale e accessibili attraverso ballatoi che si affacciano sul cortile interno. Gli spazi di soggiorno si affacciano verso sud, lungo la strada, e sono protetti dal frastuono urbano da verande.